# Eulima philippii
Eulima philippii is een slakkensoort uit de familie van de Eulimidae. De wetenschappelijke naam van de soort is voor het eerst geldig gepubliceerd in 1868 door Weinkauff.